# Jan van der Schoot
Joannes Bernardus van der Schoot (Amsterdam, 9 mei 1927 − aldaar, 16 januari 2017) was de eerste hoogleraar Nucleaire geneeskunde in Nederland.

## Biografie
Van der Schoot deed in 1953 zijn artsexamen aan de Universiteit van Amsterdam. Hij promoveerde er op 18 juni 1959 op Het L.E. phenomeen. Per 1 januari 1968 werd hij daar aangesteld als lector Geneeskundig onderzoek met radio-isotopen; per 1 oktober 1975 werd dit lectorschap omgezet in dat van gewoon hoogleraar Nucleaire geneeskunde. Per 1 september 1990 ging hij met emeritaat. Hij werkte eerst als internist bij het Amsterdamse Wilhelminagasthuis, later aan het Academisch Medisch Centrum (AMC). Bij het AMC legde hij de basis voor de afdeling Nucleaire geneeskunde. In 1975 werd hij de eerste Nederlandse hoogleraar met die leeropdracht. Hij was decaan van de Faculteit Geneeskunde aan de UvA tot de oprichting van het AMC.
Prof. dr. J.B. van der Schoot was Ridder in de Orde van de Nederlandse Leeuw en overleed begin 2017 op 89-jarige leeftijd.